# Château de Bellechasse
Le château de Bellechasse est situé dans la commune de Saint-Pierre-de-Jards, dans le département de l'Indre en Centre-Val de Loire. C'est une propriété privée.

## Localisation
Le château est situé dans la région naturelle de Champagne berrichonne, sur une courbe de l'Herbon, un affluent de l'Arnon qui prend sa source dans l'extrême-nord du département de la Creuse.
Il est positionné à 8 km au nord de Reuilly, 17 km de la ville de Vierzon, de à 34 km à l'ouest de Bourges et 231 km au sud de Paris. 

## Histoire
Il est construit au XIXe siècle pour remplacer l'ancien château de la Guichonnerie, propriété de la famille Gaignault de Beaulieu depuis 1771

## Parc
Le château de Bellechasse bénéficie d'un jardin d'agrément et d'un parc forestier paysager dans le style des propriétés du XIXe siècle sur 24 hectares.
Bâti au cœur de la région viticole de la Champagne berrichonne, le château de Bellechasse est reconnu pour ses jardins paysagers dessinés par le paysagiste Paul de Lavenne de Choulot, pour Sophie de Villesaison, descendante des Gaignault . Le comte de Choulot est à l'origine des dessins et installations de plus de 300 jardins en France et en Europe entre 1820 et 1863, parmi lesquels les parcs paysagers de la commune du Vésinet en Île-de-France.